# Adam Robak
Adam Robak   (Varsòvia, 16 de juliol de 1957) és un tirador d'esgrima polonès, ja retirat, especialista en floret, que va competir durant les dècades de 1970 i 1980.
El 1980 va prendre part en els Jocs Olímpics d'Estiu de Moscou, on va disputar dues proves del programa d'esgrima. En la prova del floret per equips guanyà la medalla de bronze, mentre en la del floret individual quedà eliminat en sèries.
En el seu palmarès també destaca una medalla d'or al Campionat del món d'esgrima de 1978, així com una medalla d'or i una de plata a les Universíades de 1977 i 1985.